# Stenotarsus rufiventris
Stenotarsus rufiventris es una especie de coleóptero de la familia Endomychidae.

## Distribución geográfica
Habita en Papúa Nueva Guinea.